# Justo Braga Suárez
Justo Luis Braga Suárez (Urbiés, Asturias, 8 de abril de 1959) es un periodista español. Ha sido Director  de contenidos de la Radio del Principado de Asturias (RPA) además de presentador del programa de radio y televisión "Vidas públicas, vidas privadas" (programa basado en entrevistas a personajes de la actualidad). Es licenciado en Filología Hispánica  por la Universidad de Oviedo.
Justo Braga Suárez empezó su carrera en 1979 en Radio Asturias, también participó en 1982 en la creación de Antena 3 Radio en Oviedo, y en 1989 de inorporó a la Productora de Programas del Principado de Asturias.
Ha realizado durante este tiempo documentales sobre el poeta Carlos Bousoño, la escritora Dolores Medio, etc. Es guionista de  otros formatos televisivos, como Documento TPA y 24x30.Para la Productora de Programas ha colaborado en el Canal Internacional de TVE. En una etapa posterior y también para la TPA es autor de una serie de  entrevistas y perfiles a numerosos personajes de la vida cultural, social y política de España entre los que destaca el poeta Angel González, la escritora Corín Tellado, el músico José Ángel Hevia, el director de cine Gonzalo Suárez  o el futbolista del Sporting de Gijón "Quini", el científico López Otín o el presidente de la Academia Española Víctor García de la Concha.
Durante 8 años fue director de Radio Langreo. En su etapa en Antena 3, ejerció como redactor y jefe de programas en la emisora de Oviedo, donde también condujo durante algún tiempo el espacio matinal que dirigía Jesús Hermida Viva la gente.  En 1988 obtuvo la Antena de Plata de la Asociación de la Radio y la Televisión de Asturias. Posteriormente, Justo Braga se convirtió en director de Antena 3 León, así como también de la incipiente Radio 80. Durante este corto periodo de tiempo en León, colaboró en actos culturales, conferencias y charlas sobre asuntos relacionados con la política, el periodismo y el teatro. Ha escrito algunos guiones para el cine  .  
Ha sido articulista de opinión en La Voz de Asturias y el Diario de León. Ha publicado algunos libros de poemas: Poemas del apacible interior, La Casa, El aire perfecto o Interiores y ha escrito crítica sobre cine y teatro. Ha publicado el libro de cuentos cortos "Verdad o mentira" y la novela "La bola de cristal". Además, ha colaborado en revistas literarias y  culturales y ha formado parte de varias compañías de teatro en Asturias durante los últimos años de la década de los 70, como "Catarsis" o "Etopeya-68", representando obras de Valle Inclán, Bertolt Brecht, Kafka, Ionesco y algunos autores asturianos como Nel Amaro, entre otros. En 1980 fundó la revista teatral La Máscara, de la que fue editor y director. Es el actual director y presentador de "Vidas públicas, Vidas Privadas", programa que se emite en la noche de los miércoles en la Televisión del Principado de Asturias (TPA). 
- Datos: Q5956937